# قايدو لومباردي
قايدو لومباردي (بالإسبانية: Guido Lombardi)‏ هو صحفي ومحامي وسياسي بيروفي، ولد في 9 ديسمبر 1949 في تاكنا في بيرو. نشط حزبياً في Christian People's Party (Peru) ‏. وقد انتخب عضو مجلس الشيوخ البيروفي ‏.